# Villa Antonieta (Lleida)
La Villa Antonieta fou una casa de Lleida inclosa a l'Inventari del Patrimoni Arquitectònic de Catalunya, actualment (2017) enderrocada i substituïda per una nova edificació.

## Descripció
Era un habitatge entre mitgeres de planta baixa i pis amb una semi-planta afegida. Terrassa amb balustrada correguda de pedra sobre una façana que participa del racionalisme i del noucentisme. Arrebossat i barrejant pedra amb maó, amb sòcol de formigó. Elements treballats de ferro forjat. Interior realitzat amb fusteria noucentista. Pati al darrere amb font de gust organicista.
La urbanització de l'Avinguda Josep Tarradellas ha canviat molt en els darrers anys i l'enderroc dels antics edificis ha donat pas a la creació d'una zona de vianants enjardinada que connecta amb els Camps Elisis.

## Història
Era l'antiga casa d'un doctor, amb consultori baix i habitatge a sobre. Va sofrir modificacions, afegint-hi una planta per tal de convertir-les en pisos de lloguer. Malmesa per la riuada.